# Revolució menorquina de 1810
La revolució menorquina de 1810 és el nom amb què es coneix la revolta de la població de l'illa de Menorca en contra de l'administració espanyola, iniciada a partir del mes de febrer de 1810, un cop incorporada Menorca a la monarquia borbònica espanyola a conseqüència del Tractat d'Amiens entre la Gran Bretanya i França del 25 de març de 1802.

## El Tractat d'Amiens
Napoleó assolí el poder de la República Francesa després del cop d'estat del 18 de novembre de 1799. El 1800 obtingué les victòries de Marengo i de Hoenliden, fets que dugueren a l'emperador d'Àustria a signar la Pau de Luneville el febrer de 1801. Llavors Napoleó va poder signar un tractat de pau amb la Gran Bretanya, a la ciutat francesa d'Amiens, el 25 de març de 1802. Per aquest tractat la monarquia espanyola de Carles IV, aliada de Napoleó, s'annexionava Menorca, a canvi que l'illa de Trinitat al Carib, conquerida pels anglesos el 1797, passàs a domini britànic.
L'exèrcit espanyol desembarcà a Menorca el 16 de juny de 1802. A partir d'aquest fet l'administració i la fiscalitat espanyola es va implantar a l'illa, a més d'instal·lar-s'hi una nombrosa guarnició militar.

## Les conseqüències d'Amiens
El govern espanyol no respectà l'article 13è del Tractat d'Amiens, que donava un termini de tres anys per dur a terme la seva aplicació en certs aspectes.
Menorca en restar sota sobirania espanyola va perdre les seves institucions forals; el català va deixar de ser la llengua oficial de l'administració per passar a ser-ho el castellà; va ser suprimida la llibertat de comerç i, en conseqüència, Maó va deixar de ser un port franc, amb efectes molt perjudicials per al comerç menorquí; els menorquins van perdre l'exempció de servir a l'exèrcit i a la marina que havien conservat, no sense dificultats, sota la dominació britànica; i en desaparèixer la flota britànica va tornar l'amenaça dels pirates del nord d'Àfrica.
Però la pau va tenir una curta durada. La situació del comerç menorquí s'agreujà amb l'entrada d'Espanya en la guerra contra la Tercera Coalició, el 12 de desembre de 1804. El tradicional domini marítim britànic encara s'havia afermat després de la victòria a la batalla de Trafalgar (octubre de 1805). Però el problema que representava aquesta situació de conflicte anava més enllà: s'incrementaven les guarnicions militars i augmentaven les exaccions en concepte de subministraments a les tropes, allotjaments i contribucions de diversa significació que reclamava l'estat.

## Els avalots antifiscals a Mallorca i Eivissa
Essent ministre d'hisenda el mallorquí Miquel Gaietà Soler es varen prendre una sèrie de mesures per augmentar la pressió fiscal amb la finalitat de pal·liar la situació de les finances de l'estat, malmenades per la guerra i l'actuació de blocatge de la flota britànica. L'any 1805 es va decretar un nou impost sobre el vi i altres productes agraris. Diverses viles protestaren, hi hagué un avalot a Manacor i els pagesos boicotejaren les entrades de vi a Ciutat de Mallorca el maig de 1807. A Eivissa també hi va haver protestes i el març de 1806 un grup de pagesos armats s'encaminaren cap a Vila per exigir la supressió de les noves contribucions. El 1808 una nova protesta esclatà a Mallorca en forma d'avalots i agressions als recaptadors d'impostos.
Quan l'abril de 1808 arribaren les notícies de la caiguda de Godoy i del ministre Soler hi hagué noves bullangues i el retrat de Soler a Cort fou destrossat i alguns carruatges cremats. La revolta tengué ressò a viles com Muro, Sineu, Llubí i sa Pobla.

## La Guerra del Francès
La rebel·lió contra les tropes franceses, a partir del maig de 1808, va fer que les Balears prenguessin part a favor de Ferran VII. Una de les conseqüències va ser l'alliberament dels pagesos empresonats pels avalots contra Soler. Es constituïren Juntes de defensa i govern i, entre altres mesures, es va haver de contribuir econòmicament i amb soldats a la guerra. A més arribaren milers de refugiats, sobretot de Catalunya, que s'establiren prioritàriament a Palma i Maó. Tot plegat va fer que els queviures fossin escassos i cars, a causa de les dificultats de proveïment i a la presència de tropes i refugiats. És en aquest context que es produí el desastrós episodi del confinament a Cabrera de 9.000 presoners francesos. El 1810 hi hagué un nou aixecament dels pagesos eivissencs.

## La revolta menorquina de 1810
La revolució menorquina representa la protesta de la població davant la carestia, els impostos, el manteniment de les tropes i, també, el malestar davant la nova i corrupta administració espanyola. En començar l'any 1810 els queviures mancabaven i es va córrer el rumor que el nou governador, Luis Gonzaga de Villava, imposaria una quinta.
Els avalots començaren a Alaior el 28 de febrer, quan el rector i els regidors hagueren de fugir cap a Maó per por a la població. El dia 1 de març de 1810 la revolta es va generalitzar amb la incorporació de Maó i les altres viles de Menorca. A Maó la multitud assaltà l'Ajuntament i en va cremar els mobles. Els assalts afectaren altres dependències com l'estanc del paper segellat, la duana i l'administració de rendes. El poder va quedar en mans de la població i els gremis de Menorca. La situació va obligar el governador a anunciar el dia 2 de març, a través d'un ban, l'eliminació d'algunes de les mesures més impopulars (assegurant que no es produiria el reclutament forçós, i declarant que l'illa quedava lliure de l'exacció de cavalls i altres contribucions, etc.). A més declarava Menorca lliure dels drets de duana, port, estanc, resguard, paper segellat, etc. El governador, en un segon ban, el governador establa que “Todos los españoles y extrangeros que se hallan en esta Isla desde 10 de julio de 1808 deveran salir de ella al Pays que les acomode en el término de 15 dias exceptuándose los ancianos que pasan de 60 años, los impedidos por naturaleza, mugeres de 50 años arriba, los niños hasta la edad de 14 años, los transeuntes por asuntos comerciales, litigios de bienes ú otros motivos temporales ó accidentales legítimos, y los que se hubiesen casado con hijas de la Isla y se hallen connaturalizados con ejercicio ú oficio correspondientes, los mag. Bayles, sus Ten. y Alcaldes de Barrio cuidaran del cumplimiento de este bando en concepto que los que maliciosamente no lo obedecieren serán arrestados y conducidos como vagos y mal entretenidos a su Pays los extrangeros; y destinados a la armada los españoles; comprehendiendose en esta orden los hebreos, quien sea qual fuese el motivo de su existencia en Menorca deven salir vaxo pena de ser transportados a la inquisición de Mallorca, si no se embarcan inmediatamente.”
Els gremis decretaren l'expulsió del bisbe Pedro Antonio Juano, caracteritzat per la seva política castellanitzadora i de menyspreu cap als menorquins, sospitosos d'anglofília i, per tant, possibles herètics. Davant la resistència de l'eclesiàstic castellà, el governador el va forçar a embarcar-se cap a Alcúdia.

## Conseqüències de la revolta menorquina de 1810
Durant un temps els gremis varen tenir el control de la situació a Menorca i el governador, amb els seus bans, es va veure forçat a seguir els seus criteris. Però un cop restablerta la calma, les autoritats varen anar recuperant l'ordre de coses anterior a la revolta. Diversos participants en els avalots foren empresonats i fou afusellat a Palma el patró de mar Joan Mercadal, acusat d'incitar els aldarulls. El seu cos va romandre exhibit al públic tot un dia emmanillat al pal d'execució amb el cartell: «Se ha sentenciado por cabeza de motín, incendiario e insultador de las Armas del Rey».
A mitjans de juny es recuperava l'ús del paper segellat, a finals de juny eren arrestats els càrrecs municipals i les guàrdies de menorquins foren rellevades i substituïdes per tropa espanyola. A finals d'octubre retornava a Ciutadella l'odiat bisbe Juano. El terror s'emparà dels menorquins: «Divúlgase que en breve va a llegar a Menorca un cuerpo de tropa con personas y verdugos destinados a tratar y castigar los pasados disturbios, e infligir las mas severas penas contra estos habitantes», com deia el governador a un dels seus bans.
Isidoro de Antillón, oidor de la Real Audiencia de Palma fou l'encarregat, el juliol de 1812, d‟instruir el sumari de la revolta. Antillon, il·lustrat i liberal, de molt sòlida formació, interpretà la “revolució” menorquina com un episodi més de l‟agonia de l‟Antic Règim: una revolta iniciada per uns gremis fanatitzats que havien entabanat els pagesos senzills i que els havien abocat a una guerra civil. Seguint aquests raonaments i segons la sentència de 20 juny de 1815, Menorca hagué de pagar una forta multa, saldada el 1834, al cap de 24 anys.

## Els fets de 1810 en la memòria popular i en la historiografia
Per al coneixement dels fets de 1810 a Menorca és cabdal el llibre d'Andreu Murillo Tudurí "La "revolució" menorquina de 1810", editada per Nura l'any 1977. Murillo, escriu al Pòrtic del seu llibre: «la revolta menorquina de 1810 no és ni més ni menys que un fenomen comparable als que en major escala es produïen a l‟Amèrica espanyola i tampoc no és, doncs d‟estranyar que els menorquins es volguessin emparar, precisament, en l‟indult concedit als revoltats americans, les condicions colonials dels quals eren en el fons consemblants i també precisament en els moments en els quals la guerra que es desenrotllava a la metròpoli es veia com a cosa aliena. No s‟estranyi ningú si gos a insinuar per a Menorca una condició colonial, en un temps del qual hi ha hagut qui ha afirmat que els menorquins retornaven al seu «senyor natural». El llibre de Murillo ha estat definit per Miquel A. Casasnovas com "un petit clàssic".
Casasnovas, per la seva banda, en diversos textos ha analitzat l'episodi, qualificant-lo "d'un motí típic del final de l'antic règim en el qual el poble («populatxo», es diu en alguna ocasió, o «poble baix»; els gremis de Maó hi jugaren un paper cabdal) és el que empeny, però, com ja va
sospitar Andreu Murillo, hi havia uns instigadors que no van sortir a la llum. I, en efecte, tot fa pensar que hi havia uns cervells prou coneixedors de la situació, amb idees clares, que van instigar el moviment, entre els quals hi havia elements destacats de la burgesia mercantil o, almenys, alguns dels seus agents, concretament juristes, que quedaren a l'ombra. Un motí, doncs, semblant a molts altres esclats populars de l'Europa d'aquella època, però sense connotacions pròpiament revolucionàries. La protesta era contra la fiscalitat abusiva, la mala administració i les quintes, no contra l'statu quo polític. En tot cas, devia quedar prou arrelat dins la memòria col·lectiva del fracàs de la revolta. Molt més tard, en unes gloses recollides per l'Arxiduc Lluís Salvador, hi trobam el ressò d'aquell episodi: "O tenc cap de carabassa/ o anam pitjor que l'any deu / tot va de mal en pitjor / Tant com va més hi perdem / i jo trob que arribarem/ a morir d'un esclató."
En la recuperació de la memòria social dels fets de 1810 cal assenyalar la proposta del col·lectiu "Sus Balears!", l'1 de març del 2001, de convertir aquesta data en la celebració de la Diada Nacional de les Illes Balears. La diada coincidiria amb el dia oficial de les Illes Balears (data que commemora l'aprovació de l'Estatut d'Autonomia) "tot creant una dinamització política que ens empenyi a reclamar la devolució dels nostres poders i de la nostra sobirania, per simple comparació entre el que tenim i el que teníem."